# Poli(ribitol-fosfat) N-acetilglukozaminil-transferaza
Poli(ribitol-fosfat) -acetilglukozaminil-transferaza (EC 2.4.1.70, UDP acetilglukozamin-poli(ribitol fosfat) acetilglukozaminiltransferaza, uridin difosfoacetilglukozamin-poli(ribitol fosfat) acetilglukozaminiltransferaza) je enzim sa sistematskim imenom UDP-N-acetil--glukozamin:poli(ribitol-fosfat) N-acetil--glukozaminiltransferaza. Ovaj enzim katalizuje sledeću hemijsku reakciju
UDP--acetil--glukozamin + poli(ribitol fosfat) {\displaystyle \rightleftharpoons } UDP + (N-acetil--glukozaminil)poli(ribitol fosfat)
Ovaj enzim učestvuje u sintezi teihoinske kiseline.

## Literatura
- Nicholas C. Price; Lewis Stevens (1999). Fundamentals of Enzymology: The Cell and Molecular Biology of Catalytic Proteins (Third изд.). USA: Oxford University Press. ISBN 019850229X.
- Eric J. Toone (2006). Advances in Enzymology and Related Areas of Molecular Biology, Protein Evolution (Volume 75 изд.). Wiley-Interscience. ISBN 0471205036.
- Branden C; Tooze J. Introduction to Protein Structure. New York, NY: Garland Publishing. ISBN 0-8153-2305-0.
- Irwin H. Segel. Enzyme Kinetics: Behavior and Analysis of Rapid Equilibrium and Steady-State Enzyme Systems (Book 44 изд.). Wiley Classics Library. ISBN 0471303097.
- William P. Jencks (1987). Catalysis in Chemistry and Enzymology. Dover Publications. ISBN 0486654605.

## Spoljašnje veze
- Poly(ribitol-phosphate)+N-acetylglucosaminyltransferase на 